# Xã Pixley, Quận Clay, Illinois
Xã Pixley (tiếng Anh: Pixley Township) là một xã thuộc quận Clay, tiểu bang Illinois, Hoa Kỳ. Năm 2010, dân số của xã này là 589 người.